# شچاوین کوشچیلنه (استان ماسوویان)
شچاوین کوشچیلنه (به لهستانی:  Szczawin Kościelny) یک روستا در لهستان است که در گمینا شچاوین کوشچیلنه واقع شده‌است.